# Панчо Константинов
 Тази статия е за революционера от Велес.  За общественика от Струмица вижте Пантелей Константинов (просветен деец).  
Пантелей (Панчо, Пано) Константинов или Костадинов е български офицер (подпоручик) и революционер, велешки войвода на Вътрешната македоно-одринска революционна организация.

## Биография
Панчо Константинов е роден през 1881 година във Велес, тогава в Османската империя. Завършва 5 клас на Първа мъжка софийска гимназия, а след това постъпва във Военното училище, което завършва в 1903 година и постъпва на служба в Тринадесети пехотен рилски полк. Като подпоручик участва в Илинденско-Преображенското въстание и ръководи чета в сражения при връх Китка и на Султан тепе. Във Велес Панчо Константинов замества на 20 май 1905 година убития войвода Стефан Димитров.
Стефан Аврамов описва Панчо Константинов така:
| „ | Панчо бѣше съвсемъ непретенциозенъ, съвършено изоставилъ себе си, но пъкъ извънредно копнеещъ да види окончателно очистенъ района си отъ сръбската пропаганда. Той искаше да всѣка цена да издигне своя районъ въ организационно отношение на оная висота, на каквато се радваха не малко райони въ Битолско. Той ни най-малко не жалѣше своя животъ, а водѣше боеветѣ съ открити гърди, заявявайки предъ четницитѣ и милицията: ние ще паднемъ въ тая ожесточена борба — борба за животъ и смърть между насъ и сръбската пропаганда — нашитѣ малки братчета ще ни заместятъ, но Велешко трѣбва да се изчисти отъ пропагандата. Той се кали въ тежката борба. Него сънъ го не ловѣше, до като не извърши предприетата задача. Той стана любимецъ и на четници и на населението и на всички дейци, преминаващи презъ Велешко на пѣть за Битолско. | “ |

През 1905 и 1906 година Панчо Константинов привлича в четата си редица опитни и по-образовани четници, за да се даде отпор на сръбските чети, които след Илинденското въстание са много активни във Велешко. Негов четници са Тодор Дочев и Темелко Наумов. Заздравяват се позициите в редица села, в които сръбската пропаганда и сърбоманство са успели да намерят почва. Четата наказва няколко шпиони сърбомани, които са в услуга на сръбските чети.
| Чета на Панчо Константинов, 11 април 1905 година | Чета на Панчо Константинов, 11 април 1905 година | Чета на Панчо Константинов, 11 април 1905 година | Чета на Панчо Константинов, 11 април 1905 година | Чета на Панчо Константинов, 11 април 1905 година |
| Номер                                            | Име                                              | Селище                                           | Околия                                           | Забележка                                        |
| ------------------------------------------------ | ------------------------------------------------ | ------------------------------------------------ | ------------------------------------------------ | ------------------------------------------------ |
| 1.                                               | Панчо Константинов                               | Велес                                            |                                                  |                                                  |
| 2.                                               | Стеф. Стоев (Лозов)                              | Стара Загора                                     |                                                  | по болест                                        |
| 3.                                               | Трайко Илиев                                     | Дебър                                            | Битолска                                         | некадърен                                        |
| 4.                                               | Милош Богданов                                   | Лактине                                          | Охридска                                         |                                                  |
| 5.                                               | Никола Христов                                   | Неврокоп                                         |                                                  |                                                  |
| 6.                                               | Пане Бондичев                                    | Велес                                            |                                                  | по слабост                                       |
| 7.                                               | Рачо Андреев                                     | Завет                                            | Разградска                                       |                                                  |
| 8.                                               | Стоян Стойчев                                    | Завет                                            | Разградска                                       |                                                  |
| 9.                                               | Иван х. Петков                                   | Битоля                                           |                                                  |                                                  |
| 10.                                              | Иван Богданов                                    | Русчук                                           |                                                  | убит                                             |
| 11.                                              | Темелко Янков                                    | Хаджимуса                                        | Свищовска                                        |                                                  |
| 12.                                              | Милан Петров                                     |                                                  | Скопска                                          |                                                  |
|                                                  | Димитър Атанасов                                 | Велес                                            |                                                  | повърнат                                         |
|                                                  | Кольо Лазов                                      | Попадия                                          | Велешка                                          | повърнат                                         |
|                                                  | Темелко Атанасов                                 | Ораов дол                                        |                                                  | повърнат                                         |
|                                                  | Атанас Стоянов                                   |                                                  |                                                  | повърнат                                         |

На 19 юни 1905 година в село Степанци Панчо Константинов дава сражение на Григор Соколов - Ляме, но се оттегля при пристигането на турски аскер. В края на месец юни съединява сили с четите на охридския войвода Деян Димитров, прилепския Георги Ацев и кичевския войвода Петър Радев – Пашата. На 27 юни дават сражение на четата на Григор Соколов при връх Мукос в Бабуна, в което Панчо Константинов и няколко четници са ранени, пада и един убит четник.
| Чета на Панчо Константинов, 6 април 1906 година | Чета на Панчо Константинов, 6 април 1906 година | Чета на Панчо Константинов, 6 април 1906 година | Чета на Панчо Константинов, 6 април 1906 година | Чета на Панчо Константинов, 6 април 1906 година |
| Номер                                           | Име                                             | Селище                                          | Околия                                          | Забележка                                       |
| ----------------------------------------------- | ----------------------------------------------- | ----------------------------------------------- | ----------------------------------------------- | ----------------------------------------------- |
| 1.                                              | Панче Константинов                              | Велес                                           |                                                 |                                                 |
| 2.                                              | Димитър Райчев                                  |                                                 |                                                 |                                                 |
| 3.                                              | Дочо П. Боджаков                                | Плевен                                          |                                                 |                                                 |
| 4.                                              | Димитър Ангелов                                 |                                                 | Т. Сейменска                                    |                                                 |
| 5.                                              | Димитър Стойчев                                 | Златица                                         | Пирдопска                                       |                                                 |
| 6.                                              | Пръвчо Т. Гулев                                 |                                                 |                                                 |                                                 |
| 7.                                              | Делчо Иванов                                    |                                                 |                                                 |                                                 |
| 8.                                              | Симеон Иванов                                   | Кюстендил                                       |                                                 |                                                 |
| 9.                                              | Иван Табаков                                    |                                                 |                                                 |                                                 |
| 10.                                             | Аврам Георгиев                                  |                                                 |                                                 |                                                 |
| 11.                                             | Тодор В. Радев                                  |                                                 | Русия                                           |                                                 |
| 12.                                             | Васил Калдъръмов                                | Шумен                                           |                                                 |                                                 |
| 13.                                             | Цоньо П. Андрейчев                              |                                                 |                                                 |                                                 |
| 14.                                             | Александър Атанасов                             | Латово                                          | Кичевска                                        |                                                 |
| 15.                                             | Андрей Варналиев                                | Велес                                           |                                                 |                                                 |
| 16.                                             | Димитър Иванов                                  | Дели Хасан мах.                                 | Поройска                                        |                                                 |
| 17.                                             | Кузман Костов                                   |                                                 |                                                 |                                                 |
| 18.                                             | Иван Китев                                      |                                                 |                                                 |                                                 |
| 19.                                             | Янко Кръстев                                    |                                                 |                                                 |                                                 |
| 20.                                             | Еню Ст. Какачев                                 | Казанлък                                        |                                                 |                                                 |
| 21.                                             | Тодор Дочев                                     | Стара Загора                                    |                                                 |                                                 |
| 22.                                             | Сандо Георгиев                                  | Щип                                             | Скопска                                         |                                                 |
| 23.                                             | Секула Христов                                  |                                                 |                                                 | [ 6 ]                                           |

Четите на войводите Боби Стойчев и Панчо Константинов са обградени от 3000 души турски аскер на 18 април 1906 г. в манастира „Свети Йоан Ветерски“ при село Ветерско, Велешко. Сражението продължава през целия ден и положението на обсадените чети става критично. С настъпването на нощта четите пробиват обсадата и се спасяват.
На 25 юни 1906 година четата на подпоручик Панчо Константинов попада в засада, организирана от Григор Соколов и Йован Бабунски в местността Куртов камък заедно с четата на Георги Ацев. В сражението Панчо Константинов и Георги Ацев загиват. Мястото на Константинов заема Тодор Дочев.
- Четата на Панчо Константинов (седналият в средата), 1905 г.
- Четата на Панчо Константинов, 1906 г.
- Паметникът „Паднали за свободата на Македония“ в Кюстендил с името на Константинов (последен в третата колона)